# ヒーロー (郷ひろみのアルバム)
『ヒーロー』は、日本のアイドル歌手・郷ひろみが1977年5月21日にCBS・ソニーから発売した4枚目のライブアルバムである。

## 内容
前作『郷ひろみヒット全曲集』から約6ヶ月ぶり、ライブアルバムとしては『GO GOES ON!(Part2)〜HIROMI IN U.S.A〜』から8ヶ月ぶりの作品。
今作は同年4月1日と2日に中野サンプラザ・ホールで開催されたライブ音源を収録した作品で、披露曲の半数が洋楽のカバー曲で構成されている。
バックバンドは前作、前々作同様スーパー・ジェッツが務めている。

## 収録曲
1. イエスタデイズ・ヒーロー
ジョン・ポール・ヤングの同名曲のカバー。
2. 愛しのヘレン
ウイングスの同名曲のカバー。
3. アイ・ニード・ユア・ラヴ・トゥナイト
エルヴィス・プレスリーの同名曲のカバー。
4. 思い出のグリーン・グラス
トム・ジョーンズの同名曲のカバー。
5. 恋することのもどかしさ
ポール・マッカートニーの同名曲のカバー。
6. キャン・ザ・キャン
スージー・クアトロの同名曲のカバー。
7. 見果てぬ夢
ミュージカル『ラ・マンチャの男』のテーマソング。
8. ハロー・ミスターサンシャイン
タニヤ・タッカーの同名曲のカバー。
9. ザ・キャンディ・マン
サミー・デイヴィスJr.の同名曲のカバー。
10. 愛ある別れ
シカゴの同名曲のカバー。
11. 誘われてフラメンコ
12. 恋の弱味
13. あなたがいたから僕がいた
14. 真夜中のヒーロー